# Ејс
Ејс (енгл. Асе) измишљени је лик у британској научнофантастичној телевизијској серији Доктор Ху који је тумачила Софи Алдред. Она је земаљска тинејџерка из 20. века из лондонског предграђа Перивејла, сапутница Седмог Доктора и била је један од главних ликова у серији од 1987. до 1989. и вратила се 2022. Сматра се једном од Докторових најпопуларнији сапутница.
Ејс се појавила у десет прича (32 епизоде) и била је последња сапутница у изворној варијанти класичне серије.
Уредник сценарија за Доктора Хуа Ендру Картмел рекао је да је лик написан да буде „борац, а не вриштача”. У телевизијској серији Ејс открива да је њено право име Дороти. Њено презиме никада није јасно наведено у серији, али спиноф медији је називају и Дороти Гејл и Дороти Мекшејн.

## Историја лика
Ејс је 16-годишња девојка која се први пут појављује у серијалу Змајска ватра из 1987. где ради као конобарица у малопродајном комплексу смрзнуте хране Ледени свет на планети Свартос. Била је проблематична тинејџерка на Земљи, избачена из школе јер је дигла у ваздух кабинет за ликовно као „уметничку изјаву“. Надарена хемијом (упркос томе што није успела на О-нивоу), била је у својој соби и вршила је огледе са извлачењем нитроглицерина из гелигнита када ју је прасак (касније се показало да је временска олуја коју је створио Фенрик) захватио и однела у Ледени свет, много година у будућности. Тамо упознаје Доктора и његову сапутницу Мел. Када је Мел напустила Доктора на крају серијала, он нуди да поведе Ејс са собом у ТАРДИС, а она са задовољством прихвата.
Ејс је претрпела трауматичне догађаје у свом детињству, укључујући лош однос са својом мајком Одри (ћерком трговачког морнара Френка Вилијама Дадмана и његове жене Кетлин, која је служила у женској краљевској поморској служби током Другог светског рата) и родно мотивисана Молотовљевим коктелом запалила стан своје пријатељице Манише када је имала 13 година. Након последњег догађаја, морала је да нападне, запалила је месну напуштену викторијанску кућу по имену Габријел Чејс пошто је осетила присуство зликовца Лајта и стављена је на условну казну. Сходно томе, Ејс је прикрила сопствене страхове и несигурности уличном, чврстом спољашњошћу. Њено оружје по избору укључивало је бејзбол палицу и снажан динамит који Доктор није одобравао (који је ипак повремено сматрао корисним), назвала је "Нитро-9", који је измислила и помешала у канистере које је носила у свом ранцу.
С љубављу дајући докторки надимак „професор“, Ејс је уверена да му је потребна да му чува леђа и штити га жестоком оданошћу. Заузврат, чини се да је Доктора посебно занима Ејсино образовање, водећи је широм универзума и често је подстичући да сама смисли објашњења уместо да јој да све одговоре. Међутим, све већа склоност Седмог Доктора да обмањује догађаје и људе (укључујући и њу), чак и уз оно што се чини као најбоље намере, доводи до неколико тешких тренутака у њиховој вези.
Под Докторовим надзором, Ејс се борила против Далека у Сећању на Далеке, Киберљуди у Сребрном непријатељу, сусрела са свемоћним Боговима Рагнарока у Највећој представи у галаксији, садистичким мучичем Посластичарем у Извидници среће и многим другим опасности. Она се такође суочава са духовима сопствене прошлости у Духовној светлости и Проклетству Фенрика, слажући се са њима и, иронично, стварајући их у другом случају захваљујући парадоксима путовања кроз време. Временом, она почиње да сазрева у самоуверену младу жену, а њена дрска спољашњост престаје да буде параван.
Оно чега је Доктор свестан, али Ејс није, јесте да њен долазак у Ледени свет није био случајан, већ део веће шеме која се протеже кроз векове и коју је замислио Фенрик, зло које је постојало од почетка универзума. Ејс је „Фенриков вук“, један од многих потомака Нордијаца окаљаног Фенриковим генетским упутствима како би га ослободио из древног затвора како би могао да еволуира људе у вампирске хемоворе и пешака у сложеној игри између њега и Докторе. Пошто је Фенрик поражен 1943. године, Ејс наставља да путује са Доктором.
Околности Ејсиног растанка са Доктором нису познате, пошто је серијал прекинут 1989. са завршетком следећег серијала Преживљавање у ком Доктор враћа Ејс у Перивејл, али на крају одлучује да поново оде са него. Слика која је виђена у проширеној варијанти Сребрног непријатеља указује да ће у неком тренутку њене личне будућности Ејс завршити у Француској у 18. или 19. веку. Ова идеја је даље истражена у роману Проклетству Фенрика и Новим невиним пустоловинама. Новелизација садржи епилог који није укључен у телевизијски серијал у ком Доктор посећује старију Ејс у Паризу 1887.
Да се серија наставила, намера продуцентске екипе је била да Ејс на крају уђе у Придонску академију на Докторовој матичној планети Галифреј и обучи се за Господара времена. Прича Ледено доба Марка Плата у којој ће се то догодити никада није снимљена. Када је Седми Доктор следећи пут виђен у телевизијском филму Доктор Ху из 1996. године, он путује сам и не помиње шта се догодило Ејс. У „Моћи Доктора“ (2022), каже се да су Ејс и Доктор имали неку врсту „опадања“ који је довео до њеног одласка, мада никада није разјашњено шта се тачно догодило.
Међутим, у причи о Пустоловинама Саре Џејн Смрт Доктора, Сара Џејн открива да је истраживала неке од Докторових пратилаца и открила да „Дороти” води добротворну организацију под називом „Добротворна Земља”. Промотивни видео направљен да рекламира Блу-реј издање двадесет шесте сезоне серије приказује Ејс као шефа Добротворне Земље.
Појавила се у специјалу „Моћ Доктора“ поводом обележавања стогодишњице ББЦ-а заједно са бившом сапутницом Теган Јованком коју је Кејт Стјуарт сада унајмила да раде као слободњаци ОЈУН-а. Ејс се поново уједињује са Доктором – сада у њиховој тринаестој инкарнацији – и помаже да се победе Господар, Киберљуди и Далеци, накратко радећи заједно са бившим пратиоцем Тринаесте Докторке Грејемом О'Брајеном да разнесе Далечку вулканску базу. Током пустоловине, ВИ холограм Доктора накратко поприма облик Седмог Доктора који се помирује са Ејс због њихове свађе. Након пустоловине, Ејс се придружује Грејемовој групи за подршку.
У Причама из ТАРДИС-а, Ејс се поново састала са остарелим Седмим Доктором и разговарала о њиховим пустоловинама. Разговарали су и о сусрету са Фенриком и обоје су се извинила што су се свађали.

## Друга појављивања
Ејс и Седми Доктор појавили су се још два пута на телевизији пошто је Доктор Ху отказан. Први пут је то било 1990. године у специјалној епизоди ББЦ2 образовног програма У потрази за науком. У овој епизоди, Доктор делује као водитељ квизова, постављајући питања о астрономији. Ејс, К9 и "Седрик са планете Глурк" су такмичари. Последње појављивање Ејс на британској телевизији било је у ТВ специјалу Доктора Хуа „Моћ Доктора” (2022) у последњем појављивању Џоди Витакер као Докторке.
Ејс је такође повремено била представљена у стрипу Часописа Доктор Ху, један од ретких телевизијских пратилаца који се појављују у њему.
Лик је у великој мери развијен у Новим пустоловинама, низу романа из издаваштва "Невиност" под дозволом ББЦ-а који се наставља на Преживљавање. Ејс постаје све више и више узрујана Докторовим обманама, а он је насилно одваја од могуће везе са Робином Џидоном у Ноћној сенци и жртвује њеног дечка Џејна да би победио ванземаљца Хутија у Љубави и рату Пола Корнела, што се показало као последња кап. Она напушта ТАРДИС, придружује се Свемирској флоти и бори се са Далецима три године, а касније се придружила Доктору и његовој новој сапутници Бернис Самерфилд у Превари Питера Дарвила-Еванса, старијег и прекаљелог. Овај развој лика био је резултат намерне одлуке Дарвил-Еванса као уредника реда у "Невиности" да промени Ејс и њену улогу у приповедању које је у току. Џим Мортимор је први пут открио у Крвавој врелини да је Маниша умрла у бомбардовању свог стана.
Ејсин однос са Доктором остаје напет неко време, кључајући у врелини крви када је Доктор уништио нестабилну паралелну Земљу (где је Маниша још увек жива) и под утицајем ванземаљског створења она га је убола кроз једно од његових срца у Леворуком колибрију. У Без будућности (такође од Корнела) Монах умешач покушава да је обмане да изда Доктора, што она наизглед и чини, поново га боде ножем и оставља га самог на леденој планети. У стварности га је убола пантомимским ножем из ормана ТАРДИС-а и она игра своју игру (делимично да би га научила како је то када се обмањује). Када су јој Монах и његов оковани Хроновор пружили прилику да врати Џејна у живот, она одбија и поново се придружује посади ТАРДИС-а, а њени проблеми са Доктором су решени. У Склапању мира Кејт Орман, Ејс постаје насукана у старом Египту и схвата да може да преживи без Доктора, али и да све више види свет као он. На крају књиге, она поново напушта Доктора да би постала Временска осветница, користећи краткодометни кош за време монтиран на мотоцикл за патролирање одређеног сегмента времена, а у ствари је радила оно што и Доктор ради, али у мањем обиму. Она се појављује у каснијим књигама, посебно Мозгалицама, Срећним крајевима и Лангбару.
Други огранак медији дају контрадикторне верзије Ејсине коначне судбине. Стрип у Часопису Доктор Ху је убио Ејс непосредно пре догађаја из телевизијског филма из 1996. (Нулта тачка, ЧДХ #238-#242). У аудио игрици за веб емитовање Смрт долази на време, Ејс наслеђује плашт Господара времена када они изумру.
Ејсино име је Дороти, а белешке о продукцији указале су могуће презиме Гејл по жељи, алузија на Чудесног чаробњака из Оза. У другој супротности, романи (и, по њиховом узору, аудио драме "Big Finist"-а) дају Ејс презиме Мекшејн. Низ ББЦ Књига Ранијих Докторових пустоловина смештених после Преживљавања и који су написали Мајк Такер и Роберт Пери користио је име „Дороти Гејл“, пошто аутори нису знали за име коришћено у Новим пустоловинама. Ово је на крају донекле решено када је у роману Волети ванземаљца Такера и Перија видео како је изворна Ејс (Дороти Гејл) упуцана и убијена, али замењен Ејс из другог универзума чије је право име „Дороти Мекшејн“. Љубав према ванземаљцу такође јасно даје до знања да се све телевизијске епизоде и романи Такер/Пери догађају пре нових пустоловина, чиме се помирују различити распони.
Софи Алдред је дала глас Ејс у неколико аудио драма у продукцији "Big Finish" поред Силвестера Мекоја као Седмог Доктора и, у неким причама, Лизе Бауерман као Бернис Самерфилд или Филипа Оливијеа као Хекса Шофилда. У једној од ових прича, Усхићење, Ејс открива да има брата по имену Лијам о коме претходно није знала. Као искуснија путница, Ејс је са Хексом развила помало мувајући однос ментора и наставника. Како је аудио драма повезана са другим медијима није јасно, а континуитет различитих токова се можда неће поклапати један са другим.
Године 1996. Књиге "Невиност" о Доктору Хуу су објавила тврди повез Софи Алдред и Мајка Такера под насловом Ејс!: Унутрашња прича о крају једне ере ( 1-85227-574-X). Ова књига даје појединости о сваком серијалу у ком се појављује лик Ејс, заједно са многим сликама и концептуалним уметностима. Такође садржи списак других огранака у којима се појављује лик Ејс и неке од конвенција којима је присуствовала Софи Алдред, заједно са подацима о планираној 27. сезони, укључујући и Ејсин одлазак. Године 1998. ББВ је продуцирао низ аудио пустоловина са Мекојем и Алдредовом у главним улогама као "Професор" и "Ејс". Драме нису имале дозволу ББЦ-а, али је јасно да је двојац требало да буду исти ликови, до те мере да је ББЦ то занимало, што је довело до тога да ББВ промени имена ликова у „Домини“ и „Алиса“.
Reeltime Pictures видео Умне игре приказује Софи Алдред као "људску" девојку затворену са Сонтаранцем и Драконијанцем, што указује да она игра Ејс, иако због ауторских права то није могло бити јасно назначено.
Године 2018. потврђено је да ће се Ејс појавити у аудио драми продукције "Big Finish" заснованој на Доктор Ху огранку Класа, при чему је Алдредова поновила своју улогу заједно са главном глумачком поставом серије. Прича је објављена тог августа.
Године 2020. ББЦ Књиге су објавиле На крају детињства ( 9781785944994), роман Алдредове у којем се појављује Ејс неклико деценија након свог путовања са Доктором и сада води добротворну организацију „Добротворна Земља“. У роману се појављују и Тринаеста Докторка и њени сапутници. Као и добротворна организација (на енглеском "A Charitable Earth"), наслов романа (На крају детињства (на енглеском "At Childhood's End")) формира скраћеницу "АСЕ" (односно на српском Ејс).

## Наслеђе
Лик Ејс је наведен као први „савремена“ сапутница Доктора. Један од разлога је тај што је њен лик написан да буде реалистичнији, тродимензионални и да расте као особа током свог наступа у серији.